# Герги, Дода
Дода Герги (алб. Dodë Gjergji, 16 января 1963 года, Витина, Косово) — католический епископ, ординарий епархии Епархия Призрена и Приштины.

## Биография
Дода Герги — косовский албанец, уроженец Витины (по др. сведениям — Стублё).
15 августа 1989 года Дода Герги был рукоположён в сан священника, после чего служил в епархии Скопье-Призрена. 5 февраля 2000 года Дода Герги был назначен апостольским администратором епархии Сапы (Сапской епархии) на севере Албании. 25 ноября 2005 года Дода Герги был назначен Святым Престолом епископом Сапы и 5 января 2006 года рукоположён в епископа.
12 декабря 2006 года Дода Герги был назначен ординарием Апостольской администратуры Призрена. 5 сентября 2018 года после преобразования апостольской администратуры Призрена в епархию Призрена и Приштины стал её первым епископом. 